# Hia Björkenheim
Sophia (Hia) Emilia Wilhelmina Björkenheim, född 26 augusti 1867 i Tusby, död 29 oktober 1952 i Helsingfors, var en finländsk diakonissa. Hon var syster till Gösta Björkenheim. 
Björkenheim studerade vid Konstföreningens i Åbo ritskola och deltog i en slöjdlärarkurs på Nääs slott i Västergötland. Under en vistelse på sjukhem i Stockholm fick hon en inre kallelse och blev 1894 elev vid Helsingfors diakonissanstalt, där hon 1898 vigdes till diakonissa. Hon skötte med framgång den ekonomiska förvaltningen vid nämnda anstalt fram till 1940 och kunde genom släktförbindelser och arv även utöva en omfattande privat välgörenhet. Hon inrättade bland annat ett tuberkulossanatorium för medellösa kvinnor och ett barnsjukhus.